# Søren Andersen (football)
Pour les articles homonymes, voir Søren Andersen (homonymie) et Andersen.
Søren Andersen (né le 31 janvier 1970 à Aarhus au Danemark) est un footballeur international danois, qui évoluait au poste d'attaquant.

## Biographie

### Carrière en sélection
Avec l'équipe du Danemark, il a joué 12 matchs (pour aucun but inscrit) entre 1993 et 2000. Il figure notamment dans le groupe des sélectionnés lors de l'Euro de 1996.
Il a également participé aux JO de 1992.